# Гротенфельт
Гротенфельт (швед. Grotenfelt) — финляндский дворянский род.
Потомство майора Нильса Грота (Groth), который был возведен в Швеции в дворянское достоинство с фамилией Гротенфельт (1677).
Род внесен в дворянский матрикул Финляндии под № 76.
- Густав Адольфович Гротенфельт (1861—1928) — финский историк и политический деятель, профессор университета Хельсинки.